# Liu Shengshu
Dans ce nom chinois, le nom de famille, Liu, précède le nom personnel.
Pour les articles homonymes, voir Liu.
Liu Shengshu (chinois : 刘圣书 ; pinyin : Liú Shèngshū), née le 8 avril 2004 dans la province de Liaoning, est une joueuse de badminton chinoise.

## Carrière
En 2022, elle est couronnée championne du monde junior en double femmes et double mixte.
Joueuse de double, elle a pour binôme Zhang Shuxian depuis 2023. Pour leurs débuts ensemble, la paire remporte les Masters d'Indonésie en janvier 2023 en battant les numéro 1 mondiales, les Japonaises Yuki Fukushima et Sayaka Hirota. Quelques mois plus tard, elle change de binôme pour Tan Ning et remporte les Masters d'Espagne en battant ses compatriotes Chen Fanghui et Du Yue.
Lors de la finale entièrement chinoise du double dames aux Jeux olympiques d'été de 2024, Tan et elle sont battues par leurs compatriotes Chen Qingchen et Jia Yifan.